# 姆潘巴现象
姆潘巴现象（Mpemba effect）指的是热的物体比冷的物体冷却得更快的物理现象。
对该现象的讨论最早或可追溯到公元前三世纪的亚里士多德，至1969年一份重提讨论该现象的论文引发了诸多学者关注、讨论，并持续至今。一些人就该现象进行了实验验证，认为其未严格量化试验标准、试验结果不可重复实现，姆潘巴现象并不存在；也有人认为该现象不仅可在宏观系统（如水）中被观察到，还扩展到微观系统的研究中，甚至在量子系统中也得到了实验验证。2025年的一份研究，引入了“热优化”（thermo-majorization）理论以严格量化姆潘巴效应的方法，称为“热优化姆潘巴效应”，尝试推导了姆潘巴效应在有限时间内发生的普适条件。

## 历史

### 古典
亚里士多德曾讲过：“先前被加热过的水，有助于它更快地结冰。”可理解为“先前加过热的水与先前未加过热的水在同温下比较，加热过的水更快结冰”。此类现象也曾被弗兰西斯·培根和笛卡尔以不同的方式描述过，但是均未能引起广泛的注意。也有人說亚里士多德描述的可能不是姆潘巴现象。书中的原话是：“先前被加热过的水，有助于它更快地结冰。”指的是被加热过的水，而非热水或温水。

### 近代
1963年，坦尚尼亞的一位中学生埃拉斯托·姆潘巴在制作冰淇淋时，發現热牛奶经常比冷牛奶先结冰，1969年潘姆巴和丹尼斯·奥斯伯恩博士就此現象共同撰写了一篇论文，因此该现象便以其名字命名。
但1969年的论文中并未给出准确定义：如热水与冷水的温度，容器的形状，水的纯度，结冰的定义等。现实实验的结果出现过：热水较冷水结冰快，但大部分时间还是冷水快。因为实际结晶动力学的复杂性，和过冷过程的不确定性，冷水过冷没结冰热水没过冷直接结冰了的情况也是会发生的。且热传导不能解释姆潘巴现象。因此一些人认为该现象并不存在。
2010年，纽约州立大学宾汉姆顿分校负责辐射安全的官员詹姆斯·布朗里奇撰文，表示其在过去十年进行了数百次有关姆佩巴效应实验，最终得出结论是杂乱无章的杂质才是导致热水更快速冻结的关键因素。其表示，这种效应基于过度冷却现象，水的冻结点取决于水中与冰晶形成有关的杂质，核化温度最高的杂质决定了水的冻结温度，其结晶动力学和杂质和晶种都有关系。
2012年，英国皇家化学学会舉辦比賽，尝试解釋姆潘巴现象，获奖选手Bregovic的解释是，有时候热水比冷水先结冰的原因是这些情况下冷水放冰箱更趋近于过冷，热水趋近于结冰，而且因为对流的原因热水其实冷的也挺快的。2011年，一篇名为《二十世纪十大科学骗局》的文章中表示，姆潘巴现象只是愚人节的产物，该论点被很多文章和论文引用。2013年，新加坡南洋理工大学表示，氫鍵在水溫高時較長，以延展儲蓄能量；遭遇低溫時迅速縮短，釋出能量冷卻故而造成姆潘巴现象。但此文章是直接拿DFT计算出来的结果，并没有直接的实验证据。并且DFT是相当粗糙的计算方法。
2016年，英国伦敦帝国学院的物理学家亨利·伯里奇（Henry Burridge）和剑桥大学的数学家保罗·林登（Paul Linden）进行了姆潘巴效应的实验验证，由于其无法直接观测冻结过程，改而测量水温从初始温度降至0℃所需的时间，最终他们发现其结果取决于温度计在水中放置的位置：如果温度计放置在相同深度，那么冷热水间不会出现姆潘巴效应；但如果温度计放置的深度哪怕有1厘米的偏差，就可能会错误地“证实”姆潘巴效应。两人表示，姆潘巴效应不稳定的关键原因在于水在降温的过程中是一个不稳定的非平衡系统。
2017年，一项由盧至悅與美國馬里蘭大學化學與生物化學博士後研究員奧倫‧拉茲（Oren Raz）撰写的发表于《美國國家科學院院刊》的研究表示，姆潘巴现象是一种非平衡态热力学现象，并在马尔可夫粒子动力学的框架内提出了解释理论，預測彭巴效應的冷凝「捷徑」有可能存在，并表示姆潘巴效应并不仅局限于水。
2020年8月，一份發表於《自然》期刊的论文显示，加拿大西門菲莎大學物理學博士候選人艾比納許‧庫瑪（Avinash Kumar）和他的指導教授約翰‧貝契霍佛（John Bechhoefer）进行了一项研究，兩人利用一個裝滿水的大燒杯打造「熱熄」膠體系統（colloidal system）作為提供穩定溫度熱來源的熱庫，其利用1.5微米的小玻璃珠代替水分子，並根據機率分佈，從不同方向讓玻璃珠落入燒杯中數千次，每當玻璃珠墜落，研究人員便會利用光鑷進行虛擬勢能（virtual potential）側寫，改變機率分佈和該系統的溫度。隨著變因不同，研究人員觀察到熱水在特定情況下比冷水較快凝結的情況，在其中一次觀察中，熱玻璃珠在2毫秒的時間凝結，比冷玻璃珠還快上10倍。

## 外部連結
- 姆潘巴现象 美国加州大学物理系（页面存档备份，存于）（英文）
- 姆潘巴现象 台灣大學化學系 化學諮詢 問答集（页面存档备份，存于）（繁體中文）
- 彭巴效應找到解答　「氫鍵」讓熱水比冷水更易結冰！（页面存档备份，存于）（繁體中文）